# Yoshida Yasuhiro
Yasuhiro Yoshida (sinh ngày 14 tháng 7 năm 1969) là một cầu thủ bóng đá người Nhật Bản.

## Sự nghiệp câu lạc bộ
Yasuhiro Yoshida đã từng chơi cho Kashima Antlers, Shimizu S-Pulse, Sanfrecce Hiroshima, FC Gifu và Fujieda MYFC.

## Thống kê câu lạc bộ

### J.League
| Đội                 | Năm       | J.League | J.League | J.League Cup | J.League Cup | Tổng cộng | Tổng cộng |
| Đội                 | Năm       | Trận     | Bàn      | Trận         | Bàn          | Trận      | Bàn       |
| ------------------- | --------- | -------- | -------- | ------------ | ------------ | --------- | --------- |
| Kashima Antlers     | 1992      | -        | -        | 6            | 1            | 6         | 1         |
| Kashima Antlers     | 1993      | 13       | 2        | 1            | 0            | 14        | 2         |
| Kashima Antlers     | 1994      | 9        | 1        | 1            | 0            | 10        | 1         |
| Shimizu S-Pulse     | 1995      | 33       | 2        | -            | -            | 33        | 2         |
| Sanfrecce Hiroshima | 1996      | 27       | 1        | 10           | 0            | 37        | 1         |
| Sanfrecce Hiroshima | 1997      | 29       | 2        | 6            | 0            | 35        | 2         |
| Sanfrecce Hiroshima | 1998      | 32       | 2        | 3            | 0            | 35        | 2         |
| Sanfrecce Hiroshima | 1999      | 19       | 0        | 4            | 0            | 23        | 0         |
| Shimizu S-Pulse     | 2000      | 13       | 0        | 5            | 0            | 18        | 0         |
| Shimizu S-Pulse     | 2001      | 14       | 1        | 1            | 0            | 15        | 1         |
| Shimizu S-Pulse     | 2002      | 27       | 1        | 7            | 0            | 34        | 1         |
| Shimizu S-Pulse     | 2003      | 22       | 0        | 3            | 0            | 25        | 0         |
| Shimizu S-Pulse     | 2004      | 1        | 0        | 0            | 0            | 1         | 0         |
| Tổng cộng           | Tổng cộng | 239      | 12       | 47           | 1            | 286       | 13        |